# Saint-Pierre-d'Eyraud
Saint-Pierre-d'Eyraud is een gemeente in het Franse departement Dordogne (regio Nouvelle-Aquitaine). De plaats maakt deel uit van het arrondissement Bergerac. Saint-Pierre-d'Eyraud telde op 1 januari 2022 1.801 inwoners.

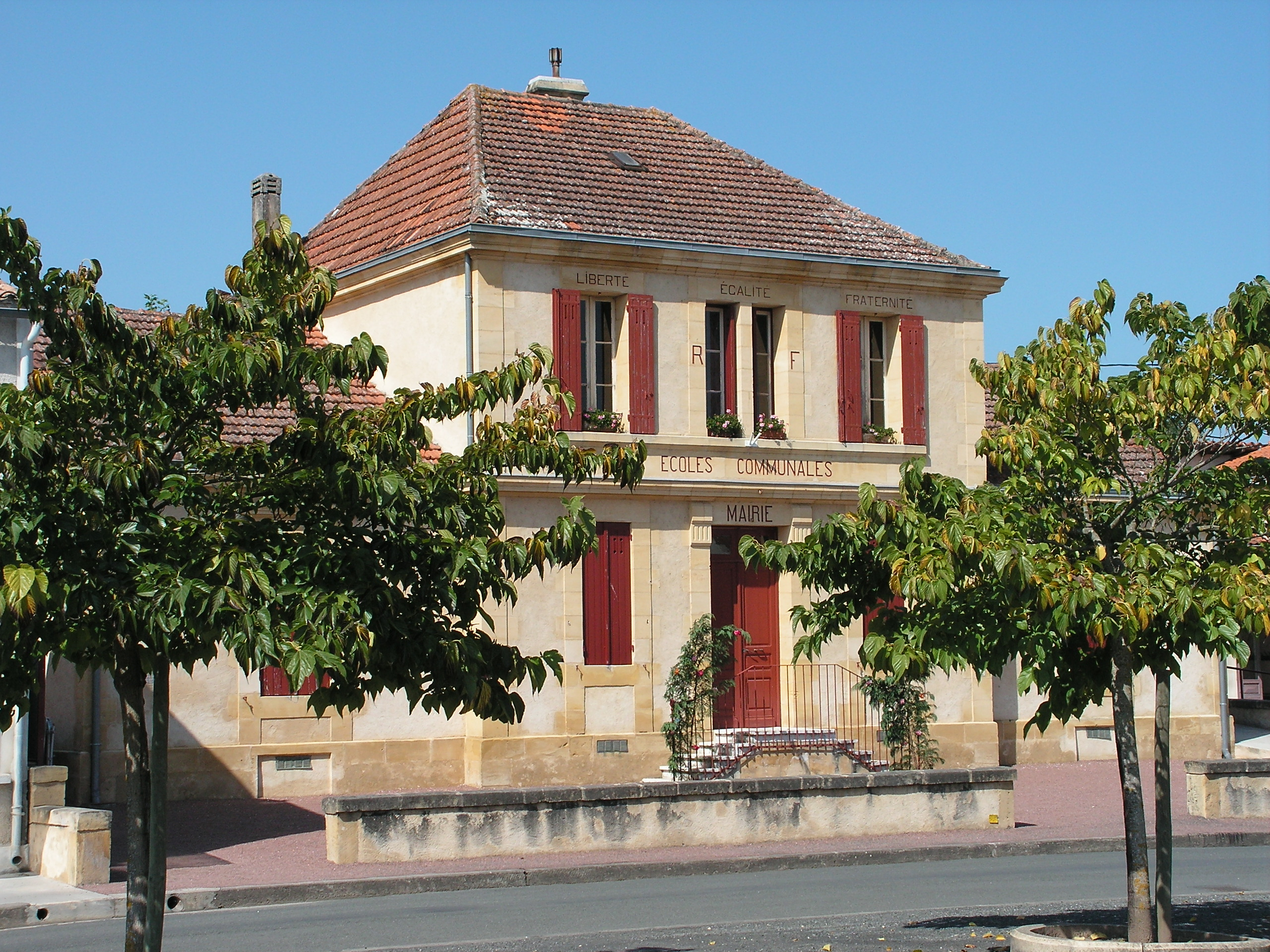
Gemeentehuis
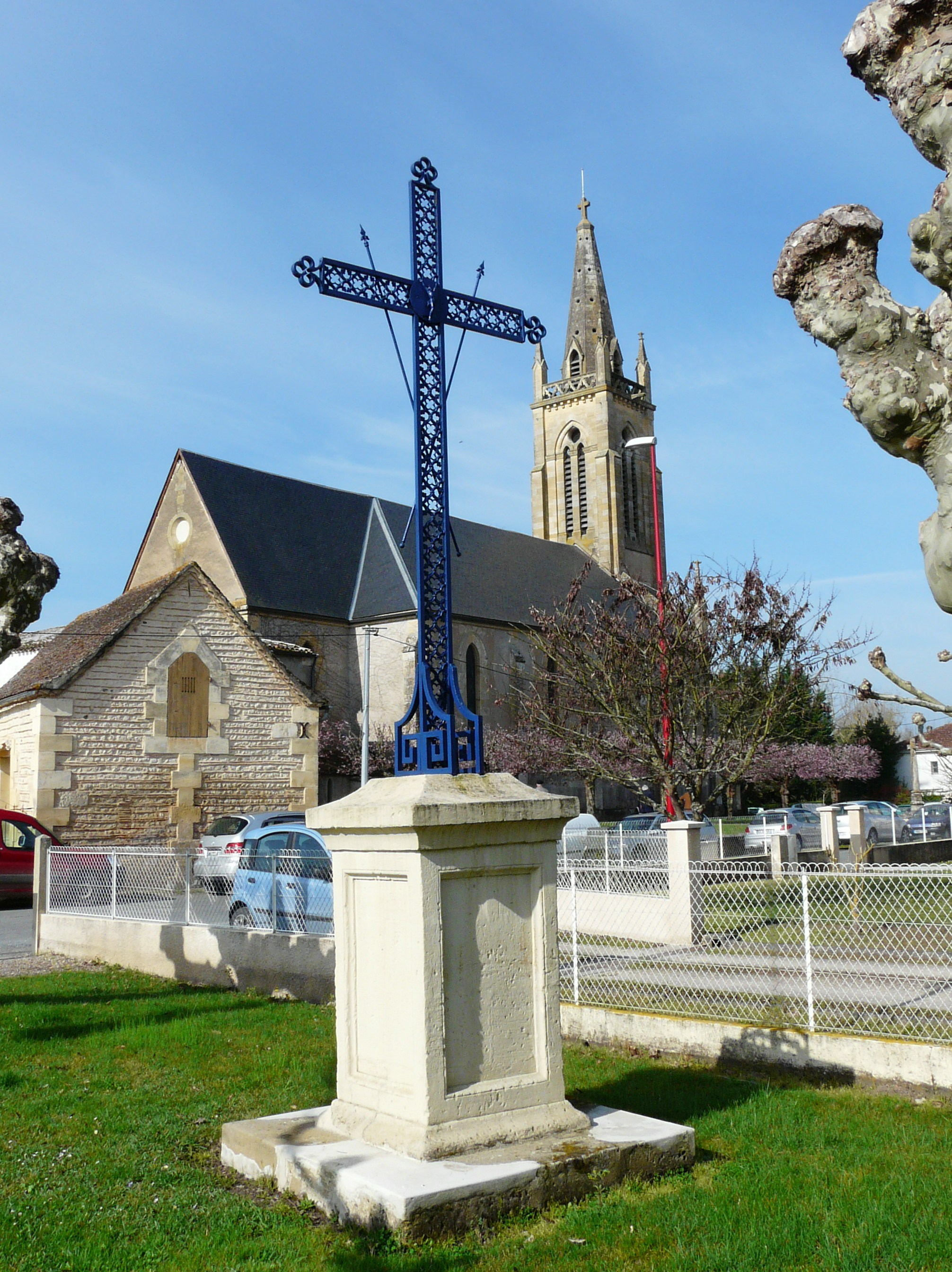
Kerk van Saint-Pierre-d'Eyraud

## Geografie
De oppervlakte van Saint-Pierre-d'Eyraud bedraagt 26,16 km², de bevolkingsdichtheid is 69 inwoners per km² (per 1 januari 2019).
De onderstaande kaart toont de ligging van Saint-Pierre-d'Eyraud met de belangrijkste infrastructuur en aangrenzende gemeenten.

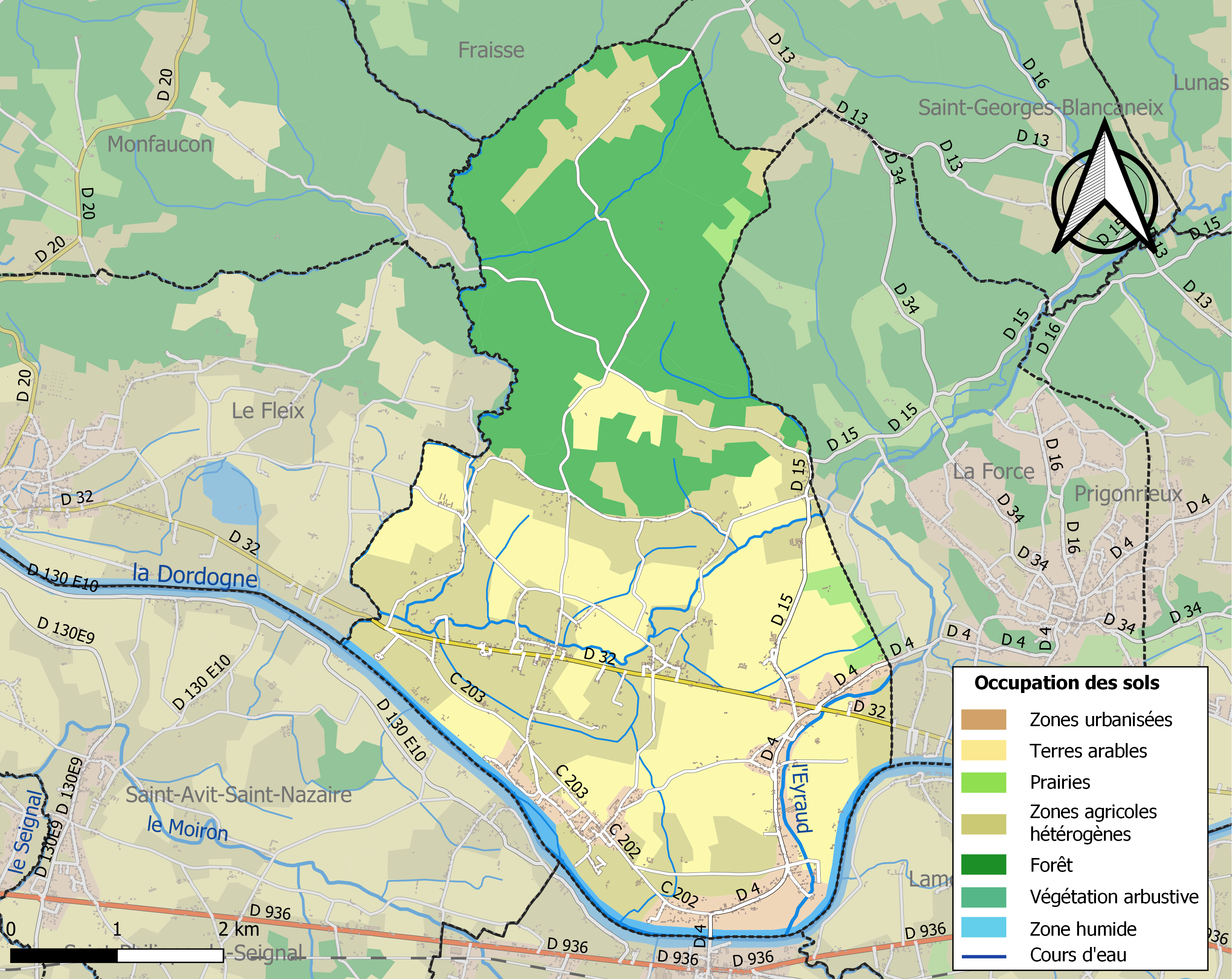

## Demografie
Onderstaande figuur toont het verloop van het inwonertal (bron: INSEE-tellingen).